# Sen dammblomfluga
Sen dammblomfluga (Anasimyia lunulata) är en tvåvingeart som först beskrevs av Johann Wilhelm Meigen 1822.  Sen dammblomfluga ingår i släktet dammblomflugor, och familjen blomflugor. Arten är reproducerande i Sverige.
Arten har bekräftade populationer i Storbritannien, Danmark, Norge, Sverige, Finland, Baltikum, Ukraina och regionalt i europeiska delar av Ryssland. Troligtvis förekommer den även i Centraleuropa. Sen dammblomfluga föredrar ängar i fuktiga regioner med syrlig vatten. Larverna lever i vattenansamlingar och de äter mikroorganismer. Andningen sker med hjälp av ett rör. Fortplantningen sker mellan maj och september och de vuxna djuren har pollen och nektar som föda.
Beståndet hotas av landskapsförändringar när träskmarker omvandlas till odlingsmark. Populationen påverkas även av vattenföroreningar. Storleken av hela populationen är inte känd men den antas vara stor. IUCN listar arten som livskraftig (LC).